# París-Niça 2021
La París-Niça 2021 fou la 79a edició de la cursa ciclista per etapes París-Niça. La cursa es disputà entre el 7 i el 14 de març de 2021 sobre un recorregut inicialment previst de 1.238,9 quilòmetres repartits entre vuit etapes. Noves restriccions a la zona de Niça per culpa de la pandèmia de COVID-19 van obligar a modificar el recorregut de les dues darreres etapes. La cursa formava part de UCI World Tour 2021.
La cursa va ser dominada per l'eslovè Primož Roglič (Jumbo-Visma), vencedor de tres etapes, però en la darrera tot va canviar. Una caiguda i una posterior avaria de Roglič van fer que perdés el contacte amb el grup principal i totes opcions a la victòria final. El vencedor final fou l'alemany Maximilian Schachmann (Bora-Hansgrohe), vencedor de l'anterior edició, que fou acompanyat al podi per Aleksandr Vlàssov (Astana-Premier Tech) i Ion Izagirre (Astana-Premier Tech). Roglič (Jumbo-Visma) guanyà la classificació per punts, Anthony Perez (Cofidis, Solutions Crédits) la de la muntanya, Aleksandr Vlàssov la dels joves i l'Astana-Premier Tech fou el millor equip.

## Equips
Vint-i-tres equips prendran part en aquesta edició de la París-Niça, els 19 equips World Tour i quatre equips UCI ProTeams.
| WorldTeams (19)- AG2R Citroën Team - Astana-Premier Tech - Bahrain Victorious - Team BikeExchange - Bora-Hansgrohe - Cofidis - Deceuninck-Quick Step - Team DSM - EF Education-Nippo - Groupama-FDJ - Ineos Grenadiers - Intermarché-Wanty-Gobert Matériaux - Israel Start-Up Nation - Jumbo-Visma - Lotto Soudal - Movistar Team - Qhubeka Assos - Trek-Segafredo - UAE Team Emirates ProTeams (4)- Alpecin-Fenix - Arkéa-Samsic - B&B Hotels p/b KTM - Total Direct Énergie |
| |

## Etapes
| Etapa    | Data       | Ciutats d'etapa                       | type                      | Distància (km) | Desnivell (m) | Vencedor de l'etapa | Líder de la general   |
| -------- | ---------- | ------------------------------------- | ------------------------- | -------------- | ------------- | ------------------- | --------------------- |
| 1a etapa | 7 de març  | Saint-Cyr-l'École – Saint-Cyr-l'École | etapa accidentada         | 166            | 1.525 m       | Sam Bennett         | Sam Bennett           |
| 2a etapa | 8 de març  | Oinville-sur-Montcient – Amilly       | etapa plana               | 188            | 1.016 m       | Cees Bol            | Michael Matthews      |
| 3a etapa | 9 de març  | Gien – Gien                           | contrarellotge individual | 14,4           | 102 m         | Stefan Bissegger    | Stefan Bissegger      |
| 4a etapa | 10 de març | Chalon-sur-Saône – Chiroubles         | etapa accidentada         | 188            | 3.540 m       | Primož Roglič       | Primož Roglič         |
| 5a etapa | 11 de març | Viena del Delfinat – Bolena           | etapa plana               | 203            | 926 m         | Sam Bennett         | Primož Roglič         |
| 6a etapa | 12 de març | Brinhòla – Biòt                       | etapa accidentada         | 202,5          | 3.181 m       | Primož Roglič       | Primož Roglič         |
| 7a etapa | 13 de març | Lo Bròc – Val de Blora                | etapa de muntanya         | 119,2          | 3.127 m       | Primož Roglič       | Primož Roglič         |
| 8a etapa | 14 de març | Plan-du-Var – Levenç                  | etapa accidentada         | 93,1           | 2.006 m       | Magnus Cort Nielsen | Maximilian Schachmann |

### 1a etapa
Saint-Cyr-l'École - Saint-Cyr-l'École, 7 de març, 166 km
Etapa trencacames, amb quatre petites cotes de 3a categoria a superar durant el recorregut. L'etapa fou guanyada a l'esprint per Sam Bennett.
| \| Classificació de l'etapa \| Classificació de l'etapa \| Classificació de l'etapa \| Classificació de l'etapa \| Classificació de l'etapa \| \| Corredor \| Corredor \| Equip \| Temps \| \| \| ------------------------ \| ------------------------ \| ------------------------ \| ------------------------ \| ------------------------ \| \| 1r \| Sam Bennett \| Deceuninck-Quick Step \| 3h 51' 38" \| \| \| 2n \| Arnaud Démare \| Groupama-FDJ \| + 0" \| \| \| 3r \| Mads Pedersen \| Trek-Segafredo \| + 0" \| \| \| 4t \| Jasper Philipsen \| Alpecin-Fenix \| + 0" \| \| \| 5è \| Bryan Coquard \| B&B Hotels p/b KTM \| + 0" \| \| \| 6è \| Pascal Ackermann \| Bora-Hansgrohe \| + 0" \| \| \| 7è \| Phil Bauhaus \| Bahrain Victorious \| + 0" \| \| \| 8è \| Christophe Laporte \| Cofidis \| + 0" \| \| \| 9è \| André Greipel \| Israel Start-Up Nation \| + 0" \| \| \| 10è \| Rudy Barbier \| Israel Start-Up Nation \| + 0" \| \| |                    |                        |            |
| |                    |                        |            |
| Font: ProCyclingStats |                    |                        |            |
| Classificació de l'etapa |                    |                        |            |
| Corredor | Corredor           | Equip                  | Temps      |
| 1r | Sam Bennett        | Deceuninck-Quick Step  | 3h 51' 38" |
| 2n | Arnaud Démare      | Groupama-FDJ           | + 0"       |
| 3r | Mads Pedersen      | Trek-Segafredo         | + 0"       |
| 4t | Jasper Philipsen   | Alpecin-Fenix          | + 0"       |
| 5è | Bryan Coquard      | B&B Hotels p/b KTM     | + 0"       |
| 6è | Pascal Ackermann   | Bora-Hansgrohe         | + 0"       |
| 7è | Phil Bauhaus       | Bahrain Victorious     | + 0"       |
| 8è | Christophe Laporte | Cofidis                | + 0"       |
| 9è | André Greipel      | Israel Start-Up Nation | + 0"       |
| 10è | Rudy Barbier       | Israel Start-Up Nation | + 0"       |

| \| Classificació general \| Classificació general \| Classificació general \| Classificació general \| Classificació general \| \| Corredor \| Corredor \| Equip \| Temps \| \| \| --------------------- \| --------------------- \| --------------------- \| --------------------- \| --------------------- \| \| 1r \| Sam Bennett \| Deceuninck-Quick Step \| 3h 51' 28" \| \| \| 2n \| Arnaud Démare \| Groupama-FDJ \| + 4" \| \| \| 3r \| Michael Matthews \| Team BikeExchange \| + 5" \| \| \| 4t \| Mads Pedersen \| Trek-Segafredo \| + 6" \| \| \| 5è \| Ben Swift \| Ineos Grenadiers \| + 9" \| \| \| 6è \| Jasper Philipsen \| Alpecin-Fenix \| + 10" \| \| \| 7è \| Bryan Coquard \| B&B Hotels p/b KTM \| + 10" \| \| \| 8è \| Pascal Ackermann \| Bora-Hansgrohe \| + 10" \| \| \| 9è \| Phil Bauhaus \| Bahrain Victorious \| + 10" \| \| \| 10è \| Christophe Laporte \| Cofidis \| + 10" \| \| |                    |                       |            |
| |                    |                       |            |
| Font: ProCyclingStats |                    |                       |            |
| Classificació general |                    |                       |            |
| Corredor | Corredor           | Equip                 | Temps      |
| 1r | Sam Bennett        | Deceuninck-Quick Step | 3h 51' 28" |
| 2n | Arnaud Démare      | Groupama-FDJ          | + 4"       |
| 3r | Michael Matthews   | Team BikeExchange     | + 5"       |
| 4t | Mads Pedersen      | Trek-Segafredo        | + 6"       |
| 5è | Ben Swift          | Ineos Grenadiers      | + 9"       |
| 6è | Jasper Philipsen   | Alpecin-Fenix         | + 10"      |
| 7è | Bryan Coquard      | B&B Hotels p/b KTM    | + 10"      |
| 8è | Pascal Ackermann   | Bora-Hansgrohe        | + 10"      |
| 9è | Phil Bauhaus       | Bahrain Victorious    | + 10"      |
| 10è | Christophe Laporte | Cofidis               | + 10"      |

### 2a etapa
Oinville-sur-Montcient - Amilly, 8 de març, 188 km
Etapa plana, amb una petita cota de 3a categoria en el primer terç d'etapa. L'etapa fou guanyada a l'esprint per Cees Bol. El liderat passà a mans de Michael Matthews.
| \| Classificació de l'etapa \| Classificació de l'etapa \| Classificació de l'etapa \| Classificació de l'etapa \| Classificació de l'etapa \| \| Corredor \| Corredor \| Equip \| Temps \| \| \| ------------------------ \| ------------------------ \| ------------------------ \| ------------------------ \| ------------------------ \| \| 1r \| Cees Bol \| Team DSM \| 4h 27' 59" \| \| \| 2n \| Mads Pedersen \| Trek-Segafredo \| + 0" \| \| \| 3r \| Michael Matthews \| Team BikeExchange \| + 0" \| \| \| 4t \| Bryan Coquard \| B&B Hotels p/b KTM \| + 0" \| \| \| 5è \| Sam Bennett \| Deceuninck-Quick Step \| + 0" \| \| \| 6è \| John Degenkolb \| Lotto-Soudal \| + 0" \| \| \| 7è \| Pascal Ackermann \| Bora-Hansgrohe \| + 0" \| \| \| 8è \| Phil Bauhaus \| Bahrain Victorious \| + 0" \| \| \| 9è \| Jasper Philipsen \| Alpecin-Fenix \| + 0" \| \| \| 10è \| Rudy Barbier \| Israel Start-Up Nation \| + 0" \| \| |                  |                        |            |
| |                  |                        |            |
| Font: ProCyclingStats |                  |                        |            |
| Classificació de l'etapa |                  |                        |            |
| Corredor | Corredor         | Equip                  | Temps      |
| 1r | Cees Bol         | Team DSM               | 4h 27' 59" |
| 2n | Mads Pedersen    | Trek-Segafredo         | + 0"       |
| 3r | Michael Matthews | Team BikeExchange      | + 0"       |
| 4t | Bryan Coquard    | B&B Hotels p/b KTM     | + 0"       |
| 5è | Sam Bennett      | Deceuninck-Quick Step  | + 0"       |
| 6è | John Degenkolb   | Lotto-Soudal           | + 0"       |
| 7è | Pascal Ackermann | Bora-Hansgrohe         | + 0"       |
| 8è | Phil Bauhaus     | Bahrain Victorious     | + 0"       |
| 9è | Jasper Philipsen | Alpecin-Fenix          | + 0"       |
| 10è | Rudy Barbier     | Israel Start-Up Nation | + 0"       |

| \| Classificació general \| Classificació general \| Classificació general \| Classificació general \| Classificació general \| \| Corredor \| Corredor \| Equip \| Temps \| \| \| --------------------- \| --------------------- \| ---------------------- \| --------------------- \| --------------------- \| \| 1r \| Michael Matthews \| Team BikeExchange \| 8h 19' 23" \| \| \| 2n \| Mads Pedersen \| Trek-Segafredo \| + 4" \| \| \| 3r \| Sam Bennett \| Deceuninck-Quick Step \| + 4" \| \| \| 4t \| Cees Bol \| Team DSM \| + 4" \| \| \| 5è \| Arnaud Démare \| Groupama-FDJ \| + 8" \| \| \| 6è \| André Greipel \| Israel Start-Up Nation \| + 11" \| \| \| 7è \| Tiesj Benoot \| Team DSM \| + 12" \| \| \| 8è \| Florian Vermeersch \| Lotto-Soudal \| + 12" \| \| \| 9è \| Jasper Stuyven \| Trek-Segafredo \| + 13" \| \| \| 10è \| Ben Swift \| Ineos Grenadiers \| + 13" \| \| |                    |                        |            |
| |                    |                        |            |
| Font: ProCyclingStats |                    |                        |            |
| Classificació general |                    |                        |            |
| Corredor | Corredor           | Equip                  | Temps      |
| 1r | Michael Matthews   | Team BikeExchange      | 8h 19' 23" |
| 2n | Mads Pedersen      | Trek-Segafredo         | + 4"       |
| 3r | Sam Bennett        | Deceuninck-Quick Step  | + 4"       |
| 4t | Cees Bol           | Team DSM               | + 4"       |
| 5è | Arnaud Démare      | Groupama-FDJ           | + 8"       |
| 6è | André Greipel      | Israel Start-Up Nation | + 11"      |
| 7è | Tiesj Benoot       | Team DSM               | + 12"      |
| 8è | Florian Vermeersch | Lotto-Soudal           | + 12"      |
| 9è | Jasper Stuyven     | Trek-Segafredo         | + 13"      |
| 10è | Ben Swift          | Ineos Grenadiers       | + 13"      |

### 3a etapa
Gien - Gien, 9 de març, 14,4 km (contrarellotge individual)
Única contrarellotge individual de la present edició, amb un recorregut pels voltants de Gien. Els darrers 400 metres són en pujada. El vencedor i nou líder fou el suís Stefan Bissegger.
| \| Classificació de l'etapa \| Classificació de l'etapa \| Classificació de l'etapa \| Classificació de l'etapa \| Classificació de l'etapa \| \| Corredor \| Corredor \| Equip \| Temps \| \| \| ------------------------ \| ------------------------ \| ------------------------ \| ------------------------ \| ------------------------ \| \| 1r \| Stefan Bissegger \| EF Education-Nippo \| 17' 34" \| \| \| 2n \| Rémi Cavagna \| Deceuninck-Quick Step \| + 0" \| \| \| 3r \| Primož Roglič \| Jumbo-Visma \| + 6" \| \| \| 4t \| Brandon McNulty \| UAE Team Emirates \| + 9" \| \| \| 5è \| Søren Kragh Andersen \| Team DSM \| + 10" \| \| \| 6è \| Rohan Dennis \| Ineos Grenadiers \| + 13" \| \| \| 7è \| Christophe Laporte \| Cofidis \| + 13" \| \| \| 8è \| Dylan van Baarle \| Ineos Grenadiers \| + 14" \| \| \| 9è \| Yves Lampaert \| Deceuninck-Quick Step \| + 16" \| \| \| 10è \| Patrick Bevin \| Israel Start-Up Nation \| + 16" \| \| |                      |                        |         |
| |                      |                        |         |
| Font: ProCyclingStats |                      |                        |         |
| Classificació de l'etapa |                      |                        |         |
| Corredor | Corredor             | Equip                  | Temps   |
| 1r | Stefan Bissegger     | EF Education-Nippo     | 17' 34" |
| 2n | Rémi Cavagna         | Deceuninck-Quick Step  | + 0"    |
| 3r | Primož Roglič        | Jumbo-Visma            | + 6"    |
| 4t | Brandon McNulty      | UAE Team Emirates      | + 9"    |
| 5è | Søren Kragh Andersen | Team DSM               | + 10"   |
| 6è | Rohan Dennis         | Ineos Grenadiers       | + 13"   |
| 7è | Christophe Laporte   | Cofidis                | + 13"   |
| 8è | Dylan van Baarle     | Ineos Grenadiers       | + 14"   |
| 9è | Yves Lampaert        | Deceuninck-Quick Step  | + 16"   |
| 10è | Patrick Bevin        | Israel Start-Up Nation | + 16"   |

| \| Classificació general \| Classificació general \| Classificació general \| Classificació general \| Classificació general \| \| Corredor \| Corredor \| Equip \| Temps \| \| \| --------------------- \| --------------------- \| --------------------- \| --------------------- \| --------------------- \| \| 1r \| Stefan Bissegger \| EF Education-Nippo \| 8h 37' 11" \| \| \| 2n \| Rémi Cavagna \| Deceuninck-Quick Step \| + 0" \| \| \| 3r \| Primož Roglič \| Jumbo-Visma \| + 6" \| \| \| 4t \| Brandon McNulty \| UAE Team Emirates \| + 9" \| \| \| 5è \| Michael Matthews \| Team BikeExchange \| + 9" \| \| \| 6è \| Søren Kragh Andersen \| Team DSM \| + 10" \| \| \| 7è \| Mads Pedersen \| Trek-Segafredo \| + 12" \| \| \| 8è \| Christophe Laporte \| Cofidis \| + 13" \| \| \| 9è \| Dylan van Baarle \| Ineos Grenadiers \| + 14" \| \| \| 10è \| Yves Lampaert \| Deceuninck-Quick Step \| + 15" \| \| |                      |                       |            |
| |                      |                       |            |
| Font: ProCyclingStats |                      |                       |            |
| Classificació general |                      |                       |            |
| Corredor | Corredor             | Equip                 | Temps      |
| 1r | Stefan Bissegger     | EF Education-Nippo    | 8h 37' 11" |
| 2n | Rémi Cavagna         | Deceuninck-Quick Step | + 0"       |
| 3r | Primož Roglič        | Jumbo-Visma           | + 6"       |
| 4t | Brandon McNulty      | UAE Team Emirates     | + 9"       |
| 5è | Michael Matthews     | Team BikeExchange     | + 9"       |
| 6è | Søren Kragh Andersen | Team DSM              | + 10"      |
| 7è | Mads Pedersen        | Trek-Segafredo        | + 12"      |
| 8è | Christophe Laporte   | Cofidis               | + 13"      |
| 9è | Dylan van Baarle     | Ineos Grenadiers      | + 14"      |
| 10è | Yves Lampaert        | Deceuninck-Quick Step | + 15"      |

### 4a etapa
Chalon-sur-Saône - Chiroubles, 10 de març, 188 km
Etapa de mitja muntanya, amb fins a sis ports de segona categoria i final en un port de primera (7,3 km al 6,0%). El vencedor de l'etapa fou Primož Roglič, que s'imposà en solitari després d'atacar a manca de tres quilòmetres per l'arribada.
| \| Classificació de l'etapa \| Classificació de l'etapa \| Classificació de l'etapa \| Classificació de l'etapa \| Classificació de l'etapa \| \| Corredor \| Corredor \| Equip \| Temps \| \| \| ------------------------ \| ------------------------ \| ------------------------ \| ------------------------ \| ------------------------ \| \| 1r \| Primož Roglič \| Jumbo-Visma \| 4h 49' 36" \| \| \| 2n \| Maximilian Schachmann \| Bora-Hansgrohe \| + 12" \| \| \| 3r \| Guillaume Martin \| Cofidis \| + 12" \| \| \| 4t \| Tiesj Benoot \| Team DSM \| + 12" \| \| \| 5è \| Aleksandr Vlàssov \| Astana-Premier Tech \| + 12" \| \| \| 6è \| Lucas Hamilton \| Team BikeExchange \| + 12" \| \| \| 7è \| David Gaudu \| Groupama-FDJ \| + 16" \| \| \| 8è \| Quentin Pacher \| B&B Hotels p/b KTM \| + 16" \| \| \| 9è \| Pierre Latour \| Total Direct Énergie \| + 16" \| \| \| 10è \| Ion Izagirre Insausti \| Astana-Premier Tech \| + 16" \| \| |                       |                      |            |
| |                       |                      |            |
| Font: ProCyclingStats |                       |                      |            |
| Classificació de l'etapa |                       |                      |            |
| Corredor | Corredor              | Equip                | Temps      |
| 1r | Primož Roglič         | Jumbo-Visma          | 4h 49' 36" |
| 2n | Maximilian Schachmann | Bora-Hansgrohe       | + 12"      |
| 3r | Guillaume Martin      | Cofidis              | + 12"      |
| 4t | Tiesj Benoot          | Team DSM             | + 12"      |
| 5è | Aleksandr Vlàssov     | Astana-Premier Tech  | + 12"      |
| 6è | Lucas Hamilton        | Team BikeExchange    | + 12"      |
| 7è | David Gaudu           | Groupama-FDJ         | + 16"      |
| 8è | Quentin Pacher        | B&B Hotels p/b KTM   | + 16"      |
| 9è | Pierre Latour         | Total Direct Énergie | + 16"      |
| 10è | Ion Izagirre Insausti | Astana-Premier Tech  | + 16"      |

| \| Classificació general \| Classificació general \| Classificació general \| Classificació general \| Classificació general \| \| Corredor \| Corredor \| Equip \| Temps \| \| \| --------------------- \| --------------------- \| --------------------- \| --------------------- \| --------------------- \| \| 1r \| Primož Roglič \| Jumbo-Visma \| 13h 26' 40" \| \| \| 2n \| Maximilian Schachmann \| Bora-Hansgrohe \| + 35" \| \| \| 3r \| Brandon McNulty \| UAE Team Emirates \| + 37" \| \| \| 4t \| Aleksandr Vlàssov \| Astana-Premier Tech \| + 41" \| \| \| 5è \| Ion Izagirre Insausti \| Astana-Premier Tech \| + 43" \| \| \| 6è \| Matteo Jorgenson \| Movistar Team \| + 58" \| \| \| 7è \| Tiesj Benoot \| Team DSM \| + 1' 05" \| \| \| 8è \| Lucas Hamilton \| Team BikeExchange \| + 1' 09" \| \| \| 9è \| Luis León Sánchez Gil \| Astana-Premier Tech \| + 1' 11" \| \| \| 10è \| Pierre Latour \| Total Direct Énergie \| + 1' 12" \| \| |                       |                      |             |
| |                       |                      |             |
| Font: ProCyclingStats |                       |                      |             |
| Classificació general |                       |                      |             |
| Corredor | Corredor              | Equip                | Temps       |
| 1r | Primož Roglič         | Jumbo-Visma          | 13h 26' 40" |
| 2n | Maximilian Schachmann | Bora-Hansgrohe       | + 35"       |
| 3r | Brandon McNulty       | UAE Team Emirates    | + 37"       |
| 4t | Aleksandr Vlàssov     | Astana-Premier Tech  | + 41"       |
| 5è | Ion Izagirre Insausti | Astana-Premier Tech  | + 43"       |
| 6è | Matteo Jorgenson      | Movistar Team        | + 58"       |
| 7è | Tiesj Benoot          | Team DSM             | + 1' 05"    |
| 8è | Lucas Hamilton        | Team BikeExchange    | + 1' 09"    |
| 9è | Luis León Sánchez Gil | Astana-Premier Tech  | + 1' 11"    |
| 10è | Pierre Latour         | Total Direct Énergie | + 1' 12"    |

### 5a etapa
Viena del Delfinat - Bolena, 11 de març, 203 km
Etapa plana, amb una petita cota de 3a categoria en la part final d'etapa. Nova etapa disputada a l'esprint i segona que guanya Sam Bennett.
| \| Classificació de l'etapa \| Classificació de l'etapa \| Classificació de l'etapa \| Classificació de l'etapa \| Classificació de l'etapa \| \| Corredor \| Corredor \| Equip \| Temps \| \| \| ------------------------ \| ------------------------ \| ---------------------------------- \| ------------------------ \| ------------------------ \| \| 1r \| Sam Bennett \| Deceuninck-Quick Step \| 5h 16' 01" \| \| \| 2n \| Nacer Bouhanni \| Arkéa-Samsic \| + 0" \| \| \| 3r \| Pascal Ackermann \| Bora-Hansgrohe \| + 0" \| \| \| 4t \| Phil Bauhaus \| Bahrain Victorious \| + 0" \| \| \| 5è \| Giacomo Nizzolo \| Qhubeka Assos \| + 0" \| \| \| 6è \| Alexander Kristoff \| UAE Team Emirates \| + 0" \| \| \| 7è \| Bryan Coquard \| B&B Hotels p/b KTM \| + 0" \| \| \| 8è \| Christophe Laporte \| Cofidis \| + 0" \| \| \| 9è \| Rudy Barbier \| Israel Start-Up Nation \| + 0" \| \| \| 10è \| Danny van Poppel \| Intermarché-Wanty-Gobert Matériaux \| + 0" \| \| |                    |                                    |            |
| |                    |                                    |            |
| Font: ProCyclingStats |                    |                                    |            |
| Classificació de l'etapa |                    |                                    |            |
| Corredor | Corredor           | Equip                              | Temps      |
| 1r | Sam Bennett        | Deceuninck-Quick Step              | 5h 16' 01" |
| 2n | Nacer Bouhanni     | Arkéa-Samsic                       | + 0"       |
| 3r | Pascal Ackermann   | Bora-Hansgrohe                     | + 0"       |
| 4t | Phil Bauhaus       | Bahrain Victorious                 | + 0"       |
| 5è | Giacomo Nizzolo    | Qhubeka Assos                      | + 0"       |
| 6è | Alexander Kristoff | UAE Team Emirates                  | + 0"       |
| 7è | Bryan Coquard      | B&B Hotels p/b KTM                 | + 0"       |
| 8è | Christophe Laporte | Cofidis                            | + 0"       |
| 9è | Rudy Barbier       | Israel Start-Up Nation             | + 0"       |
| 10è | Danny van Poppel   | Intermarché-Wanty-Gobert Matériaux | + 0"       |

| \| Classificació general \| Classificació general \| Classificació general \| Classificació general \| Classificació general \| \| Corredor \| Corredor \| Equip \| Temps \| \| \| --------------------- \| --------------------- \| --------------------- \| --------------------- \| --------------------- \| \| 1r \| Primož Roglič \| Jumbo-Visma \| 18h 42' 41" \| \| \| 2n \| Maximilian Schachmann \| Bora-Hansgrohe \| + 31" \| \| \| 3r \| Brandon McNulty \| UAE Team Emirates \| + 37" \| \| \| 4t \| Ion Izagirre Insausti \| Astana-Premier Tech \| + 40" \| \| \| 5è \| Aleksandr Vlàssov \| Astana-Premier Tech \| + 41" \| \| \| 6è \| Matteo Jorgenson \| Movistar Team \| + 58" \| \| \| 7è \| Tiesj Benoot \| Team DSM \| + 1' 04" \| \| \| 8è \| Lucas Hamilton \| Team BikeExchange \| + 1' 08" \| \| \| 9è \| Luis León Sánchez Gil \| Astana-Premier Tech \| + 1' 11" \| \| \| 10è \| Pierre Latour \| Total Direct Énergie \| + 1' 12" \| \| |                       |                      |             |
| |                       |                      |             |
| Font: ProCyclingStats |                       |                      |             |
| Classificació general |                       |                      |             |
| Corredor | Corredor              | Equip                | Temps       |
| 1r | Primož Roglič         | Jumbo-Visma          | 18h 42' 41" |
| 2n | Maximilian Schachmann | Bora-Hansgrohe       | + 31"       |
| 3r | Brandon McNulty       | UAE Team Emirates    | + 37"       |
| 4t | Ion Izagirre Insausti | Astana-Premier Tech  | + 40"       |
| 5è | Aleksandr Vlàssov     | Astana-Premier Tech  | + 41"       |
| 6è | Matteo Jorgenson      | Movistar Team        | + 58"       |
| 7è | Tiesj Benoot          | Team DSM             | + 1' 04"    |
| 8è | Lucas Hamilton        | Team BikeExchange    | + 1' 08"    |
| 9è | Luis León Sánchez Gil | Astana-Premier Tech  | + 1' 11"    |
| 10è | Pierre Latour         | Total Direct Énergie | + 1' 12"    |

### 6a etapa
Brinhòla - Biòt, 12 de març, 202,5 km
Etapa de mitja muntanya, amb cinc ports de muntanya a superar, un de primera, dos de segona i dos de tercera, tots en la part central de l'etapa. Primož Roglič guanyà la seva segona etapa en aquesta edició de la París-Niça en aprofitar els metres finals en pujada i imposar-se a l'esprint.
| \| Classificació de l'etapa \| Classificació de l'etapa \| Classificació de l'etapa \| Classificació de l'etapa \| Classificació de l'etapa \| \| Corredor \| Corredor \| Equip \| Temps \| \| \| ------------------------ \| ------------------------ \| ------------------------ \| ------------------------ \| ------------------------ \| \| 1r \| Primož Roglič \| Jumbo-Visma \| 4h 40' 22" \| \| \| 2n \| Christophe Laporte \| Cofidis \| + 0" \| \| \| 3r \| Michael Matthews \| Team BikeExchange \| + 0" \| \| \| 4t \| Dylan Teuns \| Bahrain Victorious \| + 0" \| \| \| 5è \| Aurélien Paret-Peintre \| AG2R Citroën Team \| + 0" \| \| \| 6è \| Lucas Hamilton \| Team BikeExchange \| + 0" \| \| \| 7è \| Bryan Coquard \| B&B Hotels p/b KTM \| + 0" \| \| \| 8è \| Quentin Pacher \| B&B Hotels p/b KTM \| + 0" \| \| \| 9è \| Sergio Henao Montoya \| Qhubeka Assos \| + 0" \| \| \| 10è \| Krists Neilands \| Israel Start-Up Nation \| + 0" \| \| |                        |                        |            |
| |                        |                        |            |
| Font: ProCyclingStats |                        |                        |            |
| Classificació de l'etapa |                        |                        |            |
| Corredor | Corredor               | Equip                  | Temps      |
| 1r | Primož Roglič          | Jumbo-Visma            | 4h 40' 22" |
| 2n | Christophe Laporte     | Cofidis                | + 0"       |
| 3r | Michael Matthews       | Team BikeExchange      | + 0"       |
| 4t | Dylan Teuns            | Bahrain Victorious     | + 0"       |
| 5è | Aurélien Paret-Peintre | AG2R Citroën Team      | + 0"       |
| 6è | Lucas Hamilton         | Team BikeExchange      | + 0"       |
| 7è | Bryan Coquard          | B&B Hotels p/b KTM     | + 0"       |
| 8è | Quentin Pacher         | B&B Hotels p/b KTM     | + 0"       |
| 9è | Sergio Henao Montoya   | Qhubeka Assos          | + 0"       |
| 10è | Krists Neilands        | Israel Start-Up Nation | + 0"       |

| \| Classificació general \| Classificació general \| Classificació general \| Classificació general \| Classificació general \| \| Corredor \| Corredor \| Equip \| Temps \| \| \| --------------------- \| ---------------------- \| --------------------- \| --------------------- \| --------------------- \| \| 1r \| Primož Roglič \| Jumbo-Visma \| 23h 22' 53" \| \| \| 2n \| Maximilian Schachmann \| Bora-Hansgrohe \| + 41" \| \| \| 3r \| Ion Izagirre Insausti \| Astana-Premier Tech \| + 50" \| \| \| 4t \| Aleksandr Vlàssov \| Astana-Premier Tech \| + 51" \| \| \| 5è \| Matteo Jorgenson \| Movistar Team \| + 1' 08" \| \| \| 6è \| Tiesj Benoot \| Team DSM \| + 1' 14" \| \| \| 7è \| Lucas Hamilton \| Team BikeExchange \| + 1' 16" \| \| \| 8è \| Luis León Sánchez Gil \| Astana-Premier Tech \| + 1' 21" \| \| \| 9è \| Pierre Latour \| Total Direct Énergie \| + 1' 21" \| \| \| 10è \| Aurélien Paret-Peintre \| AG2R Citroën Team \| + 1' 23" \| \| |                        |                      |             |
| |                        |                      |             |
| Font: ProCyclingStats |                        |                      |             |
| Classificació general |                        |                      |             |
| Corredor | Corredor               | Equip                | Temps       |
| 1r | Primož Roglič          | Jumbo-Visma          | 23h 22' 53" |
| 2n | Maximilian Schachmann  | Bora-Hansgrohe       | + 41"       |
| 3r | Ion Izagirre Insausti  | Astana-Premier Tech  | + 50"       |
| 4t | Aleksandr Vlàssov      | Astana-Premier Tech  | + 51"       |
| 5è | Matteo Jorgenson       | Movistar Team        | + 1' 08"    |
| 6è | Tiesj Benoot           | Team DSM             | + 1' 14"    |
| 7è | Lucas Hamilton         | Team BikeExchange    | + 1' 16"    |
| 8è | Luis León Sánchez Gil  | Astana-Premier Tech  | + 1' 21"    |
| 9è | Pierre Latour          | Total Direct Énergie | + 1' 21"    |
| 10è | Aurélien Paret-Peintre | AG2R Citroën Team    | + 1' 23"    |

### 7a etapa
Lo Bròc - Vaudeblòra, 13 de març, 119,2 km
Inicialment prevista amb sortida a Niça, l'etapa es va haver d'escurçar uns 40 km i eliminar el primer port de primera que s'havia de superar per culpa de les restriccions per la pandèmia de COVID-19 aplicades a la regió. Finalment l'etapa tenia dos ports de segona i final a Vaudeblòra, un port de primera de 16,3 km al 6,3%. Primož Roglič tornà a imposar-se en l'etapa i augmentà les diferències en la general, distanciant al segon classificat en gairebé un minut. Roglič superà en els metres finals a Gino Mäder, escapat durant bona part de l'etapa.
| \| Classificació de l'etapa \| Classificació de l'etapa \| Classificació de l'etapa \| Classificació de l'etapa \| Classificació de l'etapa \| \| Corredor \| Corredor \| Equip \| Temps \| \| \| ------------------------ \| ------------------------ \| ------------------------ \| ------------------------ \| ------------------------ \| \| 1r \| Primož Roglič \| Jumbo-Visma \| 3h 09' 18" \| \| \| 2n \| Gino Mäder \| Bahrain Victorious \| + 2" \| \| \| 3r \| Maximilian Schachmann \| Bora-Hansgrohe \| + 5" \| \| \| 4t \| Lucas Hamilton \| Team BikeExchange \| + 8" \| \| \| 5è \| Aleksandr Vlàssov \| Astana-Premier Tech \| + 10" \| \| \| 6è \| Tiesj Benoot \| Team DSM \| + 10" \| \| \| 7è \| Guillaume Martin \| Cofidis \| + 15" \| \| \| 8è \| Ion Izagirre Insausti \| Astana-Premier Tech \| + 15" \| \| \| 9è \| Harm Vanhoucke \| Lotto-Soudal \| + 22" \| \| \| 10è \| Jai Hindley \| Team DSM \| + 27" \| \| |                       |                     |            |
| |                       |                     |            |
| Font: ProCyclingStats |                       |                     |            |
| Classificació de l'etapa |                       |                     |            |
| Corredor | Corredor              | Equip               | Temps      |
| 1r | Primož Roglič         | Jumbo-Visma         | 3h 09' 18" |
| 2n | Gino Mäder            | Bahrain Victorious  | + 2"       |
| 3r | Maximilian Schachmann | Bora-Hansgrohe      | + 5"       |
| 4t | Lucas Hamilton        | Team BikeExchange   | + 8"       |
| 5è | Aleksandr Vlàssov     | Astana-Premier Tech | + 10"      |
| 6è | Tiesj Benoot          | Team DSM            | + 10"      |
| 7è | Guillaume Martin      | Cofidis             | + 15"      |
| 8è | Ion Izagirre Insausti | Astana-Premier Tech | + 15"      |
| 9è | Harm Vanhoucke        | Lotto-Soudal        | + 22"      |
| 10è | Jai Hindley           | Team DSM            | + 27"      |

| \| Classificació general \| Classificació general \| Classificació general \| Classificació general \| Classificació general \| \| Corredor \| Corredor \| Equip \| Temps \| \| \| --------------------- \| --------------------- \| --------------------- \| --------------------- \| --------------------- \| \| 1r \| Primož Roglič \| Jumbo-Visma \| 26h 32' 01" \| \| \| 2n \| Maximilian Schachmann \| Bora-Hansgrohe \| + 52" \| \| \| 3r \| Aleksandr Vlàssov \| Astana-Premier Tech \| + 1' 11" \| \| \| 4t \| Ion Izagirre Insausti \| Astana-Premier Tech \| + 1' 15" \| \| \| 5è \| Tiesj Benoot \| Team DSM \| + 1' 34" \| \| \| 6è \| Lucas Hamilton \| Team BikeExchange \| + 1' 34" \| \| \| 7è \| Guillaume Martin \| Cofidis \| + 2' 06" \| \| \| 8è \| Steven Kruijswijk \| Jumbo-Visma \| + 2' 07" \| \| \| 9è \| Jack Haig \| Bahrain Victorious \| + 2' 10" \| \| \| 10è \| Matteo Jorgenson \| Movistar Team \| + 2' 21" \| \| |                       |                     |             |
| |                       |                     |             |
| Font: ProCyclingStats |                       |                     |             |
| Classificació general |                       |                     |             |
| Corredor | Corredor              | Equip               | Temps       |
| 1r | Primož Roglič         | Jumbo-Visma         | 26h 32' 01" |
| 2n | Maximilian Schachmann | Bora-Hansgrohe      | + 52"       |
| 3r | Aleksandr Vlàssov     | Astana-Premier Tech | + 1' 11"    |
| 4t | Ion Izagirre Insausti | Astana-Premier Tech | + 1' 15"    |
| 5è | Tiesj Benoot          | Team DSM            | + 1' 34"    |
| 6è | Lucas Hamilton        | Team BikeExchange   | + 1' 34"    |
| 7è | Guillaume Martin      | Cofidis             | + 2' 06"    |
| 8è | Steven Kruijswijk     | Jumbo-Visma         | + 2' 07"    |
| 9è | Jack Haig             | Bahrain Victorious  | + 2' 10"    |
| 10è | Matteo Jorgenson      | Movistar Team       | + 2' 21"    |

### 8a etapa
Plan-du-Var - Levenç, 14 de març, 93,1 km
Com en l'etapa precedent el recorregut es haver haver de modificar. En aquesta ocasió es va crear una etapa totalment diferent a la prevista inicialment, amb un circuit amb un port de segona categoria al qual havien de donar tres voltes. Una caiguda i una posterior avaria de Roglič van fer que perdés el contacte amb el grup principal i totes opcions a la victòria final. El vencedor de l'etapa fou Magnus Cort Nielsen, mentre l'alemany Maximilian Schachmann (Bora-Hansgrohe), vencedor de l'anterior edició, fou el vencedor final de la cursa.
| \| Classificació de l'etapa \| Classificació de l'etapa \| Classificació de l'etapa \| Classificació de l'etapa \| Classificació de l'etapa \| \| Corredor \| Corredor \| Equip \| Temps \| \| \| ------------------------ \| ------------------------ \| ------------------------ \| ------------------------ \| ------------------------ \| \| 1r \| Magnus Cort Nielsen \| EF Education-Nippo \| 2h 16' 58" \| \| \| 2n \| Christophe Laporte \| Cofidis \| + 0" \| \| \| 3r \| Pierre Latour \| Total Direct Énergie \| + 0" \| \| \| 4t \| Dylan Teuns \| Bahrain Victorious \| + 0" \| \| \| 5è \| Warren Barguil \| Arkéa-Samsic \| + 0" \| \| \| 6è \| Dylan van Baarle \| Ineos Grenadiers \| + 0" \| \| \| 7è \| Ion Izagirre Insausti \| Astana-Premier Tech \| + 0" \| \| \| 8è \| Matteo Jorgenson \| Movistar Team \| + 0" \| \| \| 9è \| Yves Lampaert \| Deceuninck-Quick Step \| + 0" \| \| \| 10è \| Maximilian Schachmann \| Bora-Hansgrohe \| + 0" \| \| |                       |                       |            |
| |                       |                       |            |
| Font: ProCyclingStats |                       |                       |            |
| Classificació de l'etapa |                       |                       |            |
| Corredor | Corredor              | Equip                 | Temps      |
| 1r | Magnus Cort Nielsen   | EF Education-Nippo    | 2h 16' 58" |
| 2n | Christophe Laporte    | Cofidis               | + 0"       |
| 3r | Pierre Latour         | Total Direct Énergie  | + 0"       |
| 4t | Dylan Teuns           | Bahrain Victorious    | + 0"       |
| 5è | Warren Barguil        | Arkéa-Samsic          | + 0"       |
| 6è | Dylan van Baarle      | Ineos Grenadiers      | + 0"       |
| 7è | Ion Izagirre Insausti | Astana-Premier Tech   | + 0"       |
| 8è | Matteo Jorgenson      | Movistar Team         | + 0"       |
| 9è | Yves Lampaert         | Deceuninck-Quick Step | + 0"       |
| 10è | Maximilian Schachmann | Bora-Hansgrohe        | + 0"       |

## Classificacions finals

### Classificació general
| \| Classificació general \| Classificació general \| Classificació general \| Classificació general \| Classificació general \| \| Corredor \| Corredor \| Equip \| Temps \| \| \| --------------------- \| ---------------------- \| --------------------- \| --------------------- \| --------------------- \| \| 1r \| Maximilian Schachmann \| Bora-Hansgrohe \| 28h 49' 51" \| \| \| 2n \| Aleksandr Vlàssov \| Astana-Premier Tech \| + 19" \| \| \| 3r \| Ion Izagirre Insausti \| Astana-Premier Tech \| + 23" \| \| \| 4t \| Lucas Hamilton \| Team BikeExchange \| + 41" \| \| \| 5è \| Tiesj Benoot \| Team DSM \| + 42" \| \| \| 6è \| Guillaume Martin \| Cofidis \| + 1' 14" \| \| \| 7è \| Jack Haig \| Bahrain Victorious \| + 1' 18" \| \| \| 8è \| Matteo Jorgenson \| Movistar Team \| + 1' 29" \| \| \| 9è \| Aurélien Paret-Peintre \| AG2R Citroën Team \| + 1' 31" \| \| \| 10è \| Gino Mäder \| Bahrain Victorious \| + 1' 32" \| \| |                        |                     |             |
| |                        |                     |             |
| Font: ProCyclingStats |                        |                     |             |
| Classificació general |                        |                     |             |
| Corredor | Corredor               | Equip               | Temps       |
| 1r | Maximilian Schachmann  | Bora-Hansgrohe      | 28h 49' 51" |
| 2n | Aleksandr Vlàssov      | Astana-Premier Tech | + 19"       |
| 3r | Ion Izagirre Insausti  | Astana-Premier Tech | + 23"       |
| 4t | Lucas Hamilton         | Team BikeExchange   | + 41"       |
| 5è | Tiesj Benoot           | Team DSM            | + 42"       |
| 6è | Guillaume Martin       | Cofidis             | + 1' 14"    |
| 7è | Jack Haig              | Bahrain Victorious  | + 1' 18"    |
| 8è | Matteo Jorgenson       | Movistar Team       | + 1' 29"    |
| 9è | Aurélien Paret-Peintre | AG2R Citroën Team   | + 1' 31"    |
| 10è | Gino Mäder             | Bahrain Victorious  | + 1' 32"    |

| Classificació per punts | Classificació per punts | Classificació per punts | Classificació per punts | Classificació per punts |
| Corredor                | Corredor                | Equip                   | Punts                   |                         |
| ----------------------- | ----------------------- | ----------------------- | ----------------------- | ----------------------- |
| 1r                      | Primož Roglič           | Jumbo-Visma             | 57 pts                  |                         |
| 2n                      | Sam Bennett             | Deceuninck-Quick Step   | 39 pts                  |                         |
| 3r                      | Christophe Laporte      | Cofidis                 | 34 pts                  |                         |
| 4t                      | Michael Matthews        | Team BikeExchange       | 28 pts                  |                         |
| 5è                      | Maximilian Schachmann   | Bora-Hansgrohe          | 26 pts                  |                         |
| 6è                      | Lucas Hamilton          | Team BikeExchange       | 21 pts                  |                         |
| 7è                      | Bryan Coquard           | B&B Hotels p/b KTM      | 21 pts                  |                         |
| 8è                      | Mads Pedersen           | Trek-Segafredo          | 21 pts                  |                         |
| 9è                      | Magnus Cort Nielsen     | EF Education-Nippo      | 15 pts                  |                         |
| 10è                     | Stefan Bissegger        | EF Education-Nippo      | 15 pts                  |                         |

| Classificació per punts | Classificació per punts | Classificació per punts | Classificació per punts | Classificació per punts |
| Corredor                | Corredor                | Equip                   | Punts                   |                         |
| ----------------------- | ----------------------- | ----------------------- | ----------------------- | ----------------------- |
| 1r                      | Primož Roglič           | Jumbo-Visma             | 57 pts                  |                         |
| 2n                      | Sam Bennett             | Deceuninck-Quick Step   | 39 pts                  |                         |
| 3r                      | Christophe Laporte      | Cofidis                 | 34 pts                  |                         |
| 4t                      | Michael Matthews        | Team BikeExchange       | 28 pts                  |                         |
| 5è                      | Maximilian Schachmann   | Bora-Hansgrohe          | 26 pts                  |                         |
| 6è                      | Lucas Hamilton          | Team BikeExchange       | 21 pts                  |                         |
| 7è                      | Bryan Coquard           | B&B Hotels p/b KTM      | 21 pts                  |                         |
| 8è                      | Mads Pedersen           | Trek-Segafredo          | 21 pts                  |                         |
| 9è                      | Magnus Cort Nielsen     | EF Education-Nippo      | 15 pts                  |                         |
| 10è                     | Stefan Bissegger        | EF Education-Nippo      | 15 pts                  |                         |

| Classificació de la muntanya | Classificació de la muntanya | Classificació de la muntanya | Classificació de la muntanya | Classificació de la muntanya |
| Corredor                     | Corredor                     | Equip                        | Punts                        |                              |
| ---------------------------- | ---------------------------- | ---------------------------- | ---------------------------- | ---------------------------- |
| 1r                           | Anthony Perez                | Cofidis                      | 67 pts                       |                              |
| 2n                           | Julien Bernard               | Trek-Segafredo               | 26 pts                       |                              |
| 3r                           | Primož Roglič                | Jumbo-Visma                  | 20 pts                       |                              |
| 4t                           | Fabien Doubey                | Total Direct Énergie         | 20 pts                       |                              |
| 5è                           | Kenny Elissonde              | Trek-Segafredo               | 15 pts                       |                              |
| 6è                           | Maximilian Schachmann        | Bora-Hansgrohe               | 14 pts                       |                              |
| 7è                           | Oliver Naesen                | AG2R Citroën Team            | 7 pts                        |                              |
| 8è                           | Victor Campenaerts           | Qhubeka Assos                | 6 pts                        |                              |
| 9è                           | Dylan van Baarle             | Ineos Grenadiers             | 5 pts                        |                              |
| 10è                          | Warren Barguil               | Arkéa-Samsic                 | 5 pts                        |                              |

| Classificació de la muntanya | Classificació de la muntanya | Classificació de la muntanya | Classificació de la muntanya | Classificació de la muntanya |
| Corredor                     | Corredor                     | Equip                        | Punts                        |                              |
| ---------------------------- | ---------------------------- | ---------------------------- | ---------------------------- | ---------------------------- |
| 1r                           | Anthony Perez                | Cofidis                      | 67 pts                       |                              |
| 2n                           | Julien Bernard               | Trek-Segafredo               | 26 pts                       |                              |
| 3r                           | Primož Roglič                | Jumbo-Visma                  | 20 pts                       |                              |
| 4t                           | Fabien Doubey                | Total Direct Énergie         | 20 pts                       |                              |
| 5è                           | Kenny Elissonde              | Trek-Segafredo               | 15 pts                       |                              |
| 6è                           | Maximilian Schachmann        | Bora-Hansgrohe               | 14 pts                       |                              |
| 7è                           | Oliver Naesen                | AG2R Citroën Team            | 7 pts                        |                              |
| 8è                           | Victor Campenaerts           | Qhubeka Assos                | 6 pts                        |                              |
| 9è                           | Dylan van Baarle             | Ineos Grenadiers             | 5 pts                        |                              |
| 10è                          | Warren Barguil               | Arkéa-Samsic                 | 5 pts                        |                              |

| Classificació del millor jove | Classificació del millor jove | Classificació del millor jove | Classificació del millor jove | Classificació del millor jove |
| Corredor                      | Corredor                      | Equip                         | Temps                         |                               |
| ----------------------------- | ----------------------------- | ----------------------------- | ----------------------------- | ----------------------------- |
| 1r                            | Aleksandr Vlàssov             | Astana-Premier Tech           | 28h 50' 10"                   |                               |
| 2n                            | Lucas Hamilton                | Team BikeExchange             | + 22"                         |                               |
| 3r                            | Matteo Jorgenson              | Movistar Team                 | + 1' 10"                      |                               |
| 4t                            | Aurélien Paret-Peintre        | AG2R Citroën Team             | + 1' 12"                      |                               |
| 5è                            | Gino Mäder                    | Bahrain Victorious            | + 1' 13"                      |                               |
| 6è                            | Harm Vanhoucke                | Lotto-Soudal                  | + 1' 22"                      |                               |
| 7è                            | Jai Hindley                   | Team DSM                      | + 2' 17"                      |                               |
| 8è                            | Neilson Powless               | EF Education-Nippo            | + 5' 18"                      |                               |
| 9è                            | Dorian Godon                  | AG2R Citroën Team             | + 20' 38"                     |                               |
| 10è                           | Matteo Sobrero                | Astana-Premier Tech           | + 23' 56"                     |                               |

| Classificació del millor jove | Classificació del millor jove | Classificació del millor jove | Classificació del millor jove | Classificació del millor jove |
| Corredor                      | Corredor                      | Equip                         | Temps                         |                               |
| ----------------------------- | ----------------------------- | ----------------------------- | ----------------------------- | ----------------------------- |
| 1r                            | Aleksandr Vlàssov             | Astana-Premier Tech           | 28h 50' 10"                   |                               |
| 2n                            | Lucas Hamilton                | Team BikeExchange             | + 22"                         |                               |
| 3r                            | Matteo Jorgenson              | Movistar Team                 | + 1' 10"                      |                               |
| 4t                            | Aurélien Paret-Peintre        | AG2R Citroën Team             | + 1' 12"                      |                               |
| 5è                            | Gino Mäder                    | Bahrain Victorious            | + 1' 13"                      |                               |
| 6è                            | Harm Vanhoucke                | Lotto-Soudal                  | + 1' 22"                      |                               |
| 7è                            | Jai Hindley                   | Team DSM                      | + 2' 17"                      |                               |
| 8è                            | Neilson Powless               | EF Education-Nippo            | + 5' 18"                      |                               |
| 9è                            | Dorian Godon                  | AG2R Citroën Team             | + 20' 38"                     |                               |
| 10è                           | Matteo Sobrero                | Astana-Premier Tech           | + 23' 56"                     |                               |

| Classificació per equips | Classificació per equips | Classificació per equips | Classificació per equips |
| Equip                    | Equip                    | Temps                    |                          |
| ------------------------ | ------------------------ | ------------------------ | ------------------------ |
| 1r                       | Astana-Premier Tech      | 86h 32' 39"              |                          |
| 2n                       | Bahrain Victorious       | + 3' 02"                 |                          |
| 3r                       | AG2R Citroën Team        | + 7' 12"                 |                          |
| 4t                       | Cofidis                  | + 21' 37"                |                          |
| 5è                       | Jumbo-Visma              | + 23' 54"                |                          |
| 6è                       | Movistar Team            | + 26' 12"                |                          |
| 7è                       | Qhubeka Assos            | + 29' 53"                |                          |
| 8è                       | Trek-Segafredo           | + 41' 37"                |                          |
| 9è                       | Team DSM                 | + 42' 15"                |                          |
| 10è                      | Ineos Grenadiers         | + 42' 38"                |                          |

| Classificació per equips | Classificació per equips | Classificació per equips | Classificació per equips |
| Equip                    | Equip                    | Temps                    |                          |
| ------------------------ | ------------------------ | ------------------------ | ------------------------ |
| 1r                       | Astana-Premier Tech      | 86h 32' 39"              |                          |
| 2n                       | Bahrain Victorious       | + 3' 02"                 |                          |
| 3r                       | AG2R Citroën Team        | + 7' 12"                 |                          |
| 4t                       | Cofidis                  | + 21' 37"                |                          |
| 5è                       | Jumbo-Visma              | + 23' 54"                |                          |
| 6è                       | Movistar Team            | + 26' 12"                |                          |
| 7è                       | Qhubeka Assos            | + 29' 53"                |                          |
| 8è                       | Trek-Segafredo           | + 41' 37"                |                          |
| 9è                       | Team DSM                 | + 42' 15"                |                          |
| 10è                      | Ineos Grenadiers         | + 42' 38"                |                          |

## Evolució de les classificacions
| Etapa                  | Vencedor               | Classificació general | Classificació per punts | Classificació de la muntanya | Classificació dels joves | Classificació per equips | Premi de la combativitat |
| ---------------------- | ---------------------- | --------------------- | ----------------------- | ---------------------------- | ------------------------ | ------------------------ | ------------------------ |
| 1                      | Sam Bennett            | Sam Bennett           | Sam Bennett             | Fabien Doubey                | Jasper Philipsen         | Israel Start-Up Nation   | Fabien Doubey            |
| 2                      | Cees Bol               | Michael Matthews      | Sam Bennett             | Fabien Doubey                | Florian Vermeersch       | Israel Start-Up Nation   | Michael Matthews         |
| 3                      | Stefan Bissegger       | Stefan Bissegger      | Sam Bennett             | Fabien Doubey                | Stefan Bissegger         | Deceuninck-Quick Step    | No entregat              |
| 4                      | Primož Roglič          | Primož Roglič         | Primož Roglič           | Anthony Perez                | Brandon McNulty          | Astana-Premier Tech      | Julien Bernard           |
| 5                      | Sam Bennett            | Primož Roglič         | Sam Bennett             | Anthony Perez                | Brandon McNulty          | Astana-Premier Tech      | Oliver Naesen            |
| 6                      | Primož Roglič          | Primož Roglič         | Primož Roglič           | Anthony Perez                | Aleksandr Vlàssov        | Astana-Premier Tech      | Kenny Elissonde          |
| 7                      | Primož Roglič          | Primož Roglič         | Primož Roglič           | Anthony Perez                | Aleksandr Vlàssov        | Astana-Premier Tech      | Gino Mäder               |
| 8                      | Magnus Cort Nielsen    | Maximilian Schachmann | Primož Roglič           | Anthony Perez                | Aleksandr Vlàssov        | Astana-Premier Tech      | Warren Barguil           |
| Classificacions finals | Classificacions finals | Maximilian Schachmann | Primož Roglič           | Anthony Perez                | Aleksandr Vlàssov        | Astana-Premier Tech      | No entregat              |

## Llista de participants
| Bora-Hansgrohe BOH                             | Bora-Hansgrohe BOH          | Bora-Hansgrohe BOH |
| ---------------------------------------------- | --------------------------- | ------------------ |
| Núm                                            | Ciclista                    | Pos                |
| 1                                              | Maximilian Schachmann (GER) | 1r                 |
| 2                                              | Pascal Ackermann (GER)      | DNF-8              |
| 3                                              | Cesare Benedetti (ITA)      | 123è               |
| 4                                              | Felix Großschartner (AUT)   | 73è                |
| 5                                              | Jordi Meeus (BEL)           | 121è               |
| 6                                              | Nils Politt (GER)           | 54è                |
| 7                                              | Michael Schwarzmann (GER)   | 119è               |
| Director esportiu: Christian Pömer, Jens Zemke |                             |                    |

| Team DSM DSM                                      | Team DSM DSM               | Team DSM DSM |
| ------------------------------------------------- | -------------------------- | ------------ |
| Núm                                               | Ciclista                   | Pos          |
| 11                                                | Tiesj Benoot (BEL)         | 5è           |
| 12                                                | Cees Bol (NED)             | 120è         |
| 13                                                | Nils Eekhoff (NED)         | 99è          |
| 14                                                | Jai Hindley (AUS)          | 18è          |
| 15                                                | Søren Kragh Andersen (DEN) | NP-4         |
| 16                                                | Casper Pedersen (DEN)      | 92è          |
| 17                                                | Jasha Sütterlin (GER)      | 124è         |
| Director esportiu: Marc Reef, Wilbert Broekhuizen |                            |              |

| EF Education-Nippo EFN                                    | EF Education-Nippo EFN      | EF Education-Nippo EFN |
| --------------------------------------------------------- | --------------------------- | ---------------------- |
| Núm                                                       | Ciclista                    | Pos                    |
| 21                                                        | Magnus Cort Nielsen (DEN)   | 57è                    |
| 22                                                        | Daniel Arroyave Cañas (COL) | DNF-6                  |
| 23                                                        | Stefan Bissegger (SUI)      | 77è                    |
| 24                                                        | Julien El Fares (FRA)       | 35è                    |
| 25                                                        | Jens Keukeleire (BEL)       | DNF-4                  |
| 26                                                        | Neilson Powless (USA)       | 25è                    |
| 27                                                        | Jonas Rutsch (GER)          | 111è                   |
| Director esportiu: Juan Manuel Gárate Cepa, Andreas Klier |                             |                        |

| Jumbo-Visma TJV                                                   | Jumbo-Visma TJV             | Jumbo-Visma TJV |
| ----------------------------------------------------------------- | --------------------------- | --------------- |
| Núm                                                               | Ciclista                    | Pos             |
| 31                                                                | Primož Roglič (SLO) (ruta)  | 15è             |
| 32                                                                | George Bennett (NZL) (ruta) | 30è             |
| 33                                                                | Lennard Hofstede (NED)      | DNF-8           |
| 34                                                                | Steven Kruijswijk (NED)     | 29è             |
| 35                                                                | Tony Martin (GER) (crono)   | DNF-5           |
| 36                                                                | Sam Oomen (NED)             | 41è             |
| 37                                                                | Jos van Emden (NED)         | DNF-8           |
| Director esportiu: Frans Maassen, Grischa Niermann, Merijn Zeeman |                             |                 |

| Ineos Grenadiers IGD                                    | Ineos Grenadiers IGD            | Ineos Grenadiers IGD |
| ------------------------------------------------------- | ------------------------------- | -------------------- |
| Núm                                                     | Ciclista                        | Pos                  |
| 41                                                      | Richie Porte (AUS)              | DNF-1                |
| 42                                                      | Andrey Amador Bikkazakova (CRC) | 94è                  |
| 43                                                      | Laurens De Plus (BEL)           | 46è                  |
| 44                                                      | Rohan Dennis (AUS)              | 45è                  |
| 45                                                      | Tao Geoghegan Hart (GBR)        | DNF-4                |
| 46                                                      | Ben Swift (GBR)                 | 49è                  |
| 47                                                      | Dylan van Baarle (NED)          | 13è                  |
| Director esportiu: Gabriel Rasch, Xabier Zandio Echaide |                                 |                      |

| Qhubeka Assos TQA                                      | Qhubeka Assos TQA            | Qhubeka Assos TQA |
| ------------------------------------------------------ | ---------------------------- | ----------------- |
| Núm                                                    | Ciclista                     | Pos               |
| 51                                                     | Sergio Henao Montoya (COL)   | 19è               |
| 52                                                     | Sander Armée (BEL)           | 75è               |
| 53                                                     | Fabio Aru (ITA)              | 26è               |
| 54                                                     | Victor Campenaerts (BEL)     | 88è               |
| 55                                                     | Giacomo Nizzolo (ITA) (ruta) | NP-8              |
| 56                                                     | Matteo Pelucchi (ITA)        | DNF-4             |
| 57                                                     | Max Walscheid (GER)          | NP-7              |
| Director esportiu: Gabriele Missaglia, Aart Vierhouten |                              |                   |

| Astana-Premier Tech APT                        | Astana-Premier Tech APT               | Astana-Premier Tech APT |
| ---------------------------------------------- | ------------------------------------- | ----------------------- |
| Núm                                            | Ciclista                              | Pos                     |
| 61                                             | Aleksandr Vlàssov (RUS)               | 2n                      |
| 62                                             | Samuele Battistella (ITA)             | NP-4                    |
| 63                                             | Omar Fraile Matarranz (ESP)           | 50è                     |
| 64                                             | Ion Izagirre Insausti (ESP)           | 3r                      |
| 65                                             | Aleksei Lutsenko (KAZ) (ruta i crono) | DNF-8                   |
| 66                                             | Luis León Sánchez Gil (ESP) (ruta)    | 17è                     |
| 67                                             | Matteo Sobrero (ITA)                  | 42è                     |
| Director esportiu: Steve Bauer, Dmitri Fofónov |                                       |                         |

| Trek-Segafredo TFS                               | Trek-Segafredo TFS    | Trek-Segafredo TFS |
| ------------------------------------------------ | --------------------- | ------------------ |
| Núm                                              | Ciclista              | Pos                |
| 71                                               | Mads Pedersen (DEN)   | 118è               |
| 72                                               | Julien Bernard (FRA)  | 28è                |
| 73                                               | Kenny Elissonde (FRA) | 36è                |
| 74                                               | Alex Kirsch (LUX)     | 104è               |
| 75                                               | Jacopo Mosca (ITA)    | 58è                |
| 76                                               | Jasper Stuyven (BEL)  | 59è                |
| 77                                               | Edward Theuns (BEL)   | 71è                |
| Director esportiu: Steven de Jongh, Grégory Rast |                       |                    |

| Groupama-FDJ GFC                                     | Groupama-FDJ GFC           | Groupama-FDJ GFC |
| ---------------------------------------------------- | -------------------------- | ---------------- |
| Núm                                                  | Ciclista                   | Pos              |
| 81                                                   | David Gaudu (FRA)          | DNF-8            |
| 82                                                   | Bruno Armirail (FRA)       | 74è              |
| 83                                                   | Arnaud Démare (FRA) (ruta) | 106è             |
| 84                                                   | Jacopo Guarnieri (ITA)     | 116è             |
| 85                                                   | Ignatas Konovalovas (LTU)  | 102è             |
| 86                                                   | Miles Scotson (AUS)        | DNF-6            |
| 87                                                   | Ramon Sinkeldam (NED)      | 125è             |
| Director esportiu: Thierry Bricaud, Frédéric Guesdon |                            |                  |

| Lotto-Soudal LTS                                                    | Lotto-Soudal LTS         | Lotto-Soudal LTS |
| ------------------------------------------------------------------- | ------------------------ | ---------------- |
| Núm                                                                 | Ciclista                 | Pos              |
| 91                                                                  | Philippe Gilbert (BEL)   | 60è              |
| 92                                                                  | Thomas De Gendt (BEL)    | 66è              |
| 93                                                                  | John Degenkolb (GER)     | 93è              |
| 94                                                                  | Kobe Goossens (BEL)      | DNF-4            |
| 95                                                                  | Stefano Oldani (ITA)     | 61è              |
| 96                                                                  | Harm Vanhoucke (BEL)     | 11è              |
| 97                                                                  | Florian Vermeersch (BEL) | 100è             |
| Director esportiu: Maxime Monfort, Kurt Van De Wouwer, Marc Wauters |                          |                  |

| Arkéa-Samsic ARK                                           | Arkéa-Samsic ARK        | Arkéa-Samsic ARK |
| ---------------------------------------------------------- | ----------------------- | ---------------- |
| Núm                                                        | Ciclista                | Pos              |
| 101                                                        | Warren Barguil (FRA)    | 14è              |
| 102                                                        | Maxime Bouet (FRA)      | NP-6             |
| 103                                                        | Nacer Bouhanni (FRA)    | 90è              |
| 104                                                        | Anthony Delaplace (FRA) | NP-6             |
| 105                                                        | Daniel McLay (GBR)      | 114è             |
| 106                                                        | Clément Russo (FRA)     | 78è              |
| 107                                                        | Connor Swift (GBR)      | 56è              |
| Director esportiu: Yvon Caër, Arnaud Gérard, Kévin Rinaldi |                         |                  |

| Deceuninck-Quick Step DQT                     | Deceuninck-Quick Step DQT  | Deceuninck-Quick Step DQT |
| --------------------------------------------- | -------------------------- | ------------------------- |
| Núm                                           | Ciclista                   | Pos                       |
| 111                                           | Sam Bennett (IRL)          | 79è                       |
| 112                                           | Mattia Cattaneo (ITA)      | 32è                       |
| 113                                           | Rémi Cavagna (FRA) (crono) | 83è                       |
| 114                                           | Tim Declercq (BEL)         | 64è                       |
| 115                                           | Yves Lampaert (BEL)        | 48è                       |
| 116                                           | Michael Mørkøv (DEN)       | 98è                       |
| 117                                           | Florian Sénéchal (FRA)     | 53è                       |
| Director esportiu: Tom Steels, Klaas Lodewyck |                            |                           |

| Cofidis COF                                         | Cofidis COF               | Cofidis COF |
| --------------------------------------------------- | ------------------------- | ----------- |
| Núm                                                 | Ciclista                  | Pos         |
| 121                                                 | Guillaume Martin (FRA)    | 6è          |
| 122                                                 | Piet Allegaert (BEL)      | 86è         |
| 123                                                 | Simon Geschke (GER)       | 24è         |
| 124                                                 | Christophe Laporte (FRA)  | 65è         |
| 125                                                 | Anthony Perez (FRA)       | 108è        |
| 126                                                 | Pierre-Luc Périchon (FRA) | 68è         |
| 127                                                 | Jelle Wallays (BEL)       | 110è        |
| Director esportiu: Jean-Luc Jonrond, Alain Deloeuil |                           |             |

| Team BikeExchange BEX                                               | Team BikeExchange BEX        | Team BikeExchange BEX |
| ------------------------------------------------------------------- | ---------------------------- | --------------------- |
| Núm                                                                 | Ciclista                     | Pos                   |
| 131                                                                 | Michael Matthews (AUS)       | 38è                   |
| 132                                                                 | Luke Durbridge (AUS) (crono) | 67è                   |
| 133                                                                 | Alexander Edmondson (AUS)    | DNF-7                 |
| 134                                                                 | Kaden Groves (AUS)           | DNF-6                 |
| 135                                                                 | Lucas Hamilton (AUS)         | 4t                    |
| 136                                                                 | Amund Grøndahl Jansen (NOR)  | NP-6                  |
| 137                                                                 | Alexander Konychev (ITA)     | DNF-8                 |
| Director esportiu: David McPartland, Mathew Hayman, Laurenzo Lapage |                              |                       |

| AG2R Citroën Team ACT                          | AG2R Citroën Team ACT        | AG2R Citroën Team ACT |
| ---------------------------------------------- | ---------------------------- | --------------------- |
| Núm                                            | Ciclista                     | Pos                   |
| 141                                            | Bob Jungels (LUX)            | 27è                   |
| 142                                            | Stan Dewulf (BEL)            | 91è                   |
| 143                                            | Dorian Godon (FRA)           | 39è                   |
| 144                                            | Oliver Naesen (BEL)          | 33è                   |
| 145                                            | Ben O'Connor (AUS)           | 12è                   |
| 146                                            | Aurélien Paret-Peintre (FRA) | 9è                    |
| 147                                            | Damien Touzé (FRA)           | 44è                   |
| Director esportiu: Cyril Dessel, Julien Jurdie |                              |                       |

| UAE Team Emirates UAD                                            | UAE Team Emirates UAD                   | UAE Team Emirates UAD |
| ---------------------------------------------------------------- | --------------------------------------- | --------------------- |
| Núm                                                              | Ciclista                                | Pos                   |
| 151                                                              | Alexander Kristoff (NOR)                | 82è                   |
| 152                                                              | Sven Erik Bystrøm (NOR) (ruta)          | 43è                   |
| 153                                                              | Rui Alberto Faria da Costa (POR) (ruta) | 55è                   |
| 154                                                              | David de la Cruz Melgarejo (ESP)        | 51è                   |
| 155                                                              | Brandon McNulty (USA)                   | DNF-6                 |
| 156                                                              | Rui Oliveira (POR)                      | 95è                   |
| 157                                                              | Matteo Trentin (ITA)                    | 47è                   |
| Director esportiu: Fabio Baldato, Fabrizio Guidi, John Wakefield |                                         |                       |

| Bahrain Victorious TBV                       | Bahrain Victorious TBV  | Bahrain Victorious TBV |
| -------------------------------------------- | ----------------------- | ---------------------- |
| Núm                                          | Ciclista                | Pos                    |
| 161                                          | Dylan Teuns (BEL)       | 20è                    |
| 162                                          | Yukiya Arashiro (JPN)   | 87è                    |
| 163                                          | Phil Bauhaus (GER)      | 117è                   |
| 164                                          | Jack Haig (AUS)         | 7è                     |
| 165                                          | Marco Haller (AUT)      | 107è                   |
| 166                                          | Heinrich Haussler (AUS) | DNF-8                  |
| 167                                          | Gino Mäder (SUI)        | 10è                    |
| Director esportiu: Neil Stephens, Rolf Aldag |                         |                        |

| Total Direct Énergie TDE                          | Total Direct Énergie TDE   | Total Direct Énergie TDE |
| ------------------------------------------------- | -------------------------- | ------------------------ |
| Núm                                               | Ciclista                   | Pos                      |
| 171                                               | Pierre Latour (FRA)        | 16è                      |
| 172                                               | Edvald Boasson Hagen (NOR) | 85è                      |
| 173                                               | Fabien Doubey (FRA)        | 81è                      |
| 174                                               | Christopher Lawless (GBR)  | DNF-4                    |
| 175                                               | Anthony Turgis (FRA)       | 80è                      |
| 176                                               | Dries Van Gestel (BEL)     | DNF-6                    |
| 177                                               | Alexis Vuillermoz (FRA)    | DNF-2                    |
| Director esportiu: Benoît Génauzeau, Thibaut Macé |                            |                          |

| Movistar Team MOV                                                              | Movistar Team MOV            | Movistar Team MOV |
| ------------------------------------------------------------------------------ | ---------------------------- | ----------------- |
| Núm                                                                            | Ciclista                     | Pos               |
| 181                                                                            | Matteo Jorgenson (USA)       | 8è                |
| 182                                                                            | Jorge Arcas (ESP)            | 34è               |
| 183                                                                            | Imanol Erviti Ollo (ESP)     | 84è               |
| 184                                                                            | Johan Jacobs (SUI)           | DNF-8             |
| 185                                                                            | Sebastián Mora Vedri (ESP)   | DNF-8             |
| 186                                                                            | Gregor Mühlberger (AUT)      | 63è               |
| 187                                                                            | José Joaquín Rojas Gil (ESP) | 31è               |
| Director esportiu: José Luis Arrieta Lujambio, José Luis Jaimerena Laurnagaray |                              |                   |

| Israel Start-Up Nation ISN                               | Israel Start-Up Nation ISN     | Israel Start-Up Nation ISN |
| -------------------------------------------------------- | ------------------------------ | -------------------------- |
| Núm                                                      | Ciclista                       | Pos                        |
| 191                                                      | Krists Neilands (LAT)          | 21è                        |
| 192                                                      | Rudy Barbier (FRA)             | DNF-7                      |
| 193                                                      | Patrick Bevin (NZL)            | NP-7                       |
| 194                                                      | Matthias Brändle (AUT) (crono) | 112è                       |
| 195                                                      | André Greipel (GER)            | 122è                       |
| 196                                                      | Sep Vanmarcke (BEL)            | 52è                        |
| 197                                                      | Rick Zabel (GER)               | 105è                       |
| Director esportiu: Lionel Marie, René Andrle, Dirk Demol |                                |                            |

| Intermarché-Wanty-Gobert Matériaux IWG                      | Intermarché-Wanty-Gobert Matériaux IWG | Intermarché-Wanty-Gobert Matériaux IWG |
| ----------------------------------------------------------- | -------------------------------------- | -------------------------------------- |
| Núm                                                         | Ciclista                               | Pos                                    |
| 201                                                         | Louis Meintjes (RSA)                   | 23è                                    |
| 202                                                         | Odd Christian Eiking (NOR)             | 37è                                    |
| 203                                                         | Jonas Koch (GER)                       | 89è                                    |
| 204                                                         | Rein Taaramäe (EST)                    | 76è                                    |
| 205                                                         | Taco van der Hoorn (NED)               | 115è                                   |
| 206                                                         | Boy van Poppel (NED)                   | 126è                                   |
| 207                                                         | Danny van Poppel (NED)                 | 96è                                    |
| Director esportiu: Steven De Neef, Hilaire Van der Schueren |                                        |                                        |

| B&B Hotels p/b KTM BBK                                              | B&B Hotels p/b KTM BBK | B&B Hotels p/b KTM BBK |
| ------------------------------------------------------------------- | ---------------------- | ---------------------- |
| Núm                                                                 | Ciclista               | Pos                    |
| 211                                                                 | Bryan Coquard (FRA)    | 69è                    |
| 212                                                                 | Cyril Barthe (FRA)     | 62è                    |
| 213                                                                 | Cyril Gautier (FRA)    | 70è                    |
| 214                                                                 | Jonathan Hivert (FRA)  | 97è                    |
| 215                                                                 | Jérémy Lecroq (FRA)    | 127è                   |
| 216                                                                 | Cyril Lemoine (FRA)    | 101è                   |
| 217                                                                 | Quentin Pacher (FRA)   | 22è                    |
| Director esportiu: Jimmy Engoulvent, Yvonnick Bolgiani, Didier Rous |                        |                        |

| Alpecin-Fenix AFC                                      | Alpecin-Fenix AFC           | Alpecin-Fenix AFC |
| ------------------------------------------------------ | --------------------------- | ----------------- |
| Núm                                                    | Ciclista                    | Pos               |
| 221                                                    | Jasper Philipsen (BEL)      | NP-7              |
| 222                                                    | Dries De Bondt (BEL) (ruta) | 113è              |
| 223                                                    | Senne Leysen (BEL)          | 109è              |
| 224                                                    | Oscar Riesebeek (NED)       | 72è               |
| 225                                                    | Kristian Sbaragli (ITA)     | 40è               |
| 226                                                    | Scott Thwaites (GBR)        | 103è              |
| 227                                                    | Louis Vervaeke (BEL)        | NP-6              |
| Director esportiu: Michel Cornelisse, Frederik Willems |                             |                   |

| Bora-Hansgrohe BOH                             | Bora-Hansgrohe BOH          | Bora-Hansgrohe BOH |
| ---------------------------------------------- | --------------------------- | ------------------ |
| Núm                                            | Ciclista                    | Pos                |
| 1                                              | Maximilian Schachmann (GER) | 1r                 |
| 2                                              | Pascal Ackermann (GER)      | DNF-8              |
| 3                                              | Cesare Benedetti (ITA)      | 123è               |
| 4                                              | Felix Großschartner (AUT)   | 73è                |
| 5                                              | Jordi Meeus (BEL)           | 121è               |
| 6                                              | Nils Politt (GER)           | 54è                |
| 7                                              | Michael Schwarzmann (GER)   | 119è               |
| Director esportiu: Christian Pömer, Jens Zemke |                             |                    |

| Team DSM DSM                                      | Team DSM DSM               | Team DSM DSM |
| ------------------------------------------------- | -------------------------- | ------------ |
| Núm                                               | Ciclista                   | Pos          |
| 11                                                | Tiesj Benoot (BEL)         | 5è           |
| 12                                                | Cees Bol (NED)             | 120è         |
| 13                                                | Nils Eekhoff (NED)         | 99è          |
| 14                                                | Jai Hindley (AUS)          | 18è          |
| 15                                                | Søren Kragh Andersen (DEN) | NP-4         |
| 16                                                | Casper Pedersen (DEN)      | 92è          |
| 17                                                | Jasha Sütterlin (GER)      | 124è         |
| Director esportiu: Marc Reef, Wilbert Broekhuizen |                            |              |

| EF Education-Nippo EFN                                    | EF Education-Nippo EFN      | EF Education-Nippo EFN |
| --------------------------------------------------------- | --------------------------- | ---------------------- |
| Núm                                                       | Ciclista                    | Pos                    |
| 21                                                        | Magnus Cort Nielsen (DEN)   | 57è                    |
| 22                                                        | Daniel Arroyave Cañas (COL) | DNF-6                  |
| 23                                                        | Stefan Bissegger (SUI)      | 77è                    |
| 24                                                        | Julien El Fares (FRA)       | 35è                    |
| 25                                                        | Jens Keukeleire (BEL)       | DNF-4                  |
| 26                                                        | Neilson Powless (USA)       | 25è                    |
| 27                                                        | Jonas Rutsch (GER)          | 111è                   |
| Director esportiu: Juan Manuel Gárate Cepa, Andreas Klier |                             |                        |

| Jumbo-Visma TJV                                                   | Jumbo-Visma TJV             | Jumbo-Visma TJV |
| ----------------------------------------------------------------- | --------------------------- | --------------- |
| Núm                                                               | Ciclista                    | Pos             |
| 31                                                                | Primož Roglič (SLO) (ruta)  | 15è             |
| 32                                                                | George Bennett (NZL) (ruta) | 30è             |
| 33                                                                | Lennard Hofstede (NED)      | DNF-8           |
| 34                                                                | Steven Kruijswijk (NED)     | 29è             |
| 35                                                                | Tony Martin (GER) (crono)   | DNF-5           |
| 36                                                                | Sam Oomen (NED)             | 41è             |
| 37                                                                | Jos van Emden (NED)         | DNF-8           |
| Director esportiu: Frans Maassen, Grischa Niermann, Merijn Zeeman |                             |                 |

| Ineos Grenadiers IGD                                    | Ineos Grenadiers IGD            | Ineos Grenadiers IGD |
| ------------------------------------------------------- | ------------------------------- | -------------------- |
| Núm                                                     | Ciclista                        | Pos                  |
| 41                                                      | Richie Porte (AUS)              | DNF-1                |
| 42                                                      | Andrey Amador Bikkazakova (CRC) | 94è                  |
| 43                                                      | Laurens De Plus (BEL)           | 46è                  |
| 44                                                      | Rohan Dennis (AUS)              | 45è                  |
| 45                                                      | Tao Geoghegan Hart (GBR)        | DNF-4                |
| 46                                                      | Ben Swift (GBR)                 | 49è                  |
| 47                                                      | Dylan van Baarle (NED)          | 13è                  |
| Director esportiu: Gabriel Rasch, Xabier Zandio Echaide |                                 |                      |

| Qhubeka Assos TQA                                      | Qhubeka Assos TQA            | Qhubeka Assos TQA |
| ------------------------------------------------------ | ---------------------------- | ----------------- |
| Núm                                                    | Ciclista                     | Pos               |
| 51                                                     | Sergio Henao Montoya (COL)   | 19è               |
| 52                                                     | Sander Armée (BEL)           | 75è               |
| 53                                                     | Fabio Aru (ITA)              | 26è               |
| 54                                                     | Victor Campenaerts (BEL)     | 88è               |
| 55                                                     | Giacomo Nizzolo (ITA) (ruta) | NP-8              |
| 56                                                     | Matteo Pelucchi (ITA)        | DNF-4             |
| 57                                                     | Max Walscheid (GER)          | NP-7              |
| Director esportiu: Gabriele Missaglia, Aart Vierhouten |                              |                   |

| Astana-Premier Tech APT                        | Astana-Premier Tech APT               | Astana-Premier Tech APT |
| ---------------------------------------------- | ------------------------------------- | ----------------------- |
| Núm                                            | Ciclista                              | Pos                     |
| 61                                             | Aleksandr Vlàssov (RUS)               | 2n                      |
| 62                                             | Samuele Battistella (ITA)             | NP-4                    |
| 63                                             | Omar Fraile Matarranz (ESP)           | 50è                     |
| 64                                             | Ion Izagirre Insausti (ESP)           | 3r                      |
| 65                                             | Aleksei Lutsenko (KAZ) (ruta i crono) | DNF-8                   |
| 66                                             | Luis León Sánchez Gil (ESP) (ruta)    | 17è                     |
| 67                                             | Matteo Sobrero (ITA)                  | 42è                     |
| Director esportiu: Steve Bauer, Dmitri Fofónov |                                       |                         |

| Trek-Segafredo TFS                               | Trek-Segafredo TFS    | Trek-Segafredo TFS |
| ------------------------------------------------ | --------------------- | ------------------ |
| Núm                                              | Ciclista              | Pos                |
| 71                                               | Mads Pedersen (DEN)   | 118è               |
| 72                                               | Julien Bernard (FRA)  | 28è                |
| 73                                               | Kenny Elissonde (FRA) | 36è                |
| 74                                               | Alex Kirsch (LUX)     | 104è               |
| 75                                               | Jacopo Mosca (ITA)    | 58è                |
| 76                                               | Jasper Stuyven (BEL)  | 59è                |
| 77                                               | Edward Theuns (BEL)   | 71è                |
| Director esportiu: Steven de Jongh, Grégory Rast |                       |                    |

| Groupama-FDJ GFC                                     | Groupama-FDJ GFC           | Groupama-FDJ GFC |
| ---------------------------------------------------- | -------------------------- | ---------------- |
| Núm                                                  | Ciclista                   | Pos              |
| 81                                                   | David Gaudu (FRA)          | DNF-8            |
| 82                                                   | Bruno Armirail (FRA)       | 74è              |
| 83                                                   | Arnaud Démare (FRA) (ruta) | 106è             |
| 84                                                   | Jacopo Guarnieri (ITA)     | 116è             |
| 85                                                   | Ignatas Konovalovas (LTU)  | 102è             |
| 86                                                   | Miles Scotson (AUS)        | DNF-6            |
| 87                                                   | Ramon Sinkeldam (NED)      | 125è             |
| Director esportiu: Thierry Bricaud, Frédéric Guesdon |                            |                  |

| Lotto-Soudal LTS                                                    | Lotto-Soudal LTS         | Lotto-Soudal LTS |
| ------------------------------------------------------------------- | ------------------------ | ---------------- |
| Núm                                                                 | Ciclista                 | Pos              |
| 91                                                                  | Philippe Gilbert (BEL)   | 60è              |
| 92                                                                  | Thomas De Gendt (BEL)    | 66è              |
| 93                                                                  | John Degenkolb (GER)     | 93è              |
| 94                                                                  | Kobe Goossens (BEL)      | DNF-4            |
| 95                                                                  | Stefano Oldani (ITA)     | 61è              |
| 96                                                                  | Harm Vanhoucke (BEL)     | 11è              |
| 97                                                                  | Florian Vermeersch (BEL) | 100è             |
| Director esportiu: Maxime Monfort, Kurt Van De Wouwer, Marc Wauters |                          |                  |

| Arkéa-Samsic ARK                                           | Arkéa-Samsic ARK        | Arkéa-Samsic ARK |
| ---------------------------------------------------------- | ----------------------- | ---------------- |
| Núm                                                        | Ciclista                | Pos              |
| 101                                                        | Warren Barguil (FRA)    | 14è              |
| 102                                                        | Maxime Bouet (FRA)      | NP-6             |
| 103                                                        | Nacer Bouhanni (FRA)    | 90è              |
| 104                                                        | Anthony Delaplace (FRA) | NP-6             |
| 105                                                        | Daniel McLay (GBR)      | 114è             |
| 106                                                        | Clément Russo (FRA)     | 78è              |
| 107                                                        | Connor Swift (GBR)      | 56è              |
| Director esportiu: Yvon Caër, Arnaud Gérard, Kévin Rinaldi |                         |                  |

| Deceuninck-Quick Step DQT                     | Deceuninck-Quick Step DQT  | Deceuninck-Quick Step DQT |
| --------------------------------------------- | -------------------------- | ------------------------- |
| Núm                                           | Ciclista                   | Pos                       |
| 111                                           | Sam Bennett (IRL)          | 79è                       |
| 112                                           | Mattia Cattaneo (ITA)      | 32è                       |
| 113                                           | Rémi Cavagna (FRA) (crono) | 83è                       |
| 114                                           | Tim Declercq (BEL)         | 64è                       |
| 115                                           | Yves Lampaert (BEL)        | 48è                       |
| 116                                           | Michael Mørkøv (DEN)       | 98è                       |
| 117                                           | Florian Sénéchal (FRA)     | 53è                       |
| Director esportiu: Tom Steels, Klaas Lodewyck |                            |                           |

| Cofidis COF                                         | Cofidis COF               | Cofidis COF |
| --------------------------------------------------- | ------------------------- | ----------- |
| Núm                                                 | Ciclista                  | Pos         |
| 121                                                 | Guillaume Martin (FRA)    | 6è          |
| 122                                                 | Piet Allegaert (BEL)      | 86è         |
| 123                                                 | Simon Geschke (GER)       | 24è         |
| 124                                                 | Christophe Laporte (FRA)  | 65è         |
| 125                                                 | Anthony Perez (FRA)       | 108è        |
| 126                                                 | Pierre-Luc Périchon (FRA) | 68è         |
| 127                                                 | Jelle Wallays (BEL)       | 110è        |
| Director esportiu: Jean-Luc Jonrond, Alain Deloeuil |                           |             |

| Team BikeExchange BEX                                               | Team BikeExchange BEX        | Team BikeExchange BEX |
| ------------------------------------------------------------------- | ---------------------------- | --------------------- |
| Núm                                                                 | Ciclista                     | Pos                   |
| 131                                                                 | Michael Matthews (AUS)       | 38è                   |
| 132                                                                 | Luke Durbridge (AUS) (crono) | 67è                   |
| 133                                                                 | Alexander Edmondson (AUS)    | DNF-7                 |
| 134                                                                 | Kaden Groves (AUS)           | DNF-6                 |
| 135                                                                 | Lucas Hamilton (AUS)         | 4t                    |
| 136                                                                 | Amund Grøndahl Jansen (NOR)  | NP-6                  |
| 137                                                                 | Alexander Konychev (ITA)     | DNF-8                 |
| Director esportiu: David McPartland, Mathew Hayman, Laurenzo Lapage |                              |                       |

| AG2R Citroën Team ACT                          | AG2R Citroën Team ACT        | AG2R Citroën Team ACT |
| ---------------------------------------------- | ---------------------------- | --------------------- |
| Núm                                            | Ciclista                     | Pos                   |
| 141                                            | Bob Jungels (LUX)            | 27è                   |
| 142                                            | Stan Dewulf (BEL)            | 91è                   |
| 143                                            | Dorian Godon (FRA)           | 39è                   |
| 144                                            | Oliver Naesen (BEL)          | 33è                   |
| 145                                            | Ben O'Connor (AUS)           | 12è                   |
| 146                                            | Aurélien Paret-Peintre (FRA) | 9è                    |
| 147                                            | Damien Touzé (FRA)           | 44è                   |
| Director esportiu: Cyril Dessel, Julien Jurdie |                              |                       |

| UAE Team Emirates UAD                                            | UAE Team Emirates UAD                   | UAE Team Emirates UAD |
| ---------------------------------------------------------------- | --------------------------------------- | --------------------- |
| Núm                                                              | Ciclista                                | Pos                   |
| 151                                                              | Alexander Kristoff (NOR)                | 82è                   |
| 152                                                              | Sven Erik Bystrøm (NOR) (ruta)          | 43è                   |
| 153                                                              | Rui Alberto Faria da Costa (POR) (ruta) | 55è                   |
| 154                                                              | David de la Cruz Melgarejo (ESP)        | 51è                   |
| 155                                                              | Brandon McNulty (USA)                   | DNF-6                 |
| 156                                                              | Rui Oliveira (POR)                      | 95è                   |
| 157                                                              | Matteo Trentin (ITA)                    | 47è                   |
| Director esportiu: Fabio Baldato, Fabrizio Guidi, John Wakefield |                                         |                       |

| Bahrain Victorious TBV                       | Bahrain Victorious TBV  | Bahrain Victorious TBV |
| -------------------------------------------- | ----------------------- | ---------------------- |
| Núm                                          | Ciclista                | Pos                    |
| 161                                          | Dylan Teuns (BEL)       | 20è                    |
| 162                                          | Yukiya Arashiro (JPN)   | 87è                    |
| 163                                          | Phil Bauhaus (GER)      | 117è                   |
| 164                                          | Jack Haig (AUS)         | 7è                     |
| 165                                          | Marco Haller (AUT)      | 107è                   |
| 166                                          | Heinrich Haussler (AUS) | DNF-8                  |
| 167                                          | Gino Mäder (SUI)        | 10è                    |
| Director esportiu: Neil Stephens, Rolf Aldag |                         |                        |

| Total Direct Énergie TDE                          | Total Direct Énergie TDE   | Total Direct Énergie TDE |
| ------------------------------------------------- | -------------------------- | ------------------------ |
| Núm                                               | Ciclista                   | Pos                      |
| 171                                               | Pierre Latour (FRA)        | 16è                      |
| 172                                               | Edvald Boasson Hagen (NOR) | 85è                      |
| 173                                               | Fabien Doubey (FRA)        | 81è                      |
| 174                                               | Christopher Lawless (GBR)  | DNF-4                    |
| 175                                               | Anthony Turgis (FRA)       | 80è                      |
| 176                                               | Dries Van Gestel (BEL)     | DNF-6                    |
| 177                                               | Alexis Vuillermoz (FRA)    | DNF-2                    |
| Director esportiu: Benoît Génauzeau, Thibaut Macé |                            |                          |

| Movistar Team MOV                                                              | Movistar Team MOV            | Movistar Team MOV |
| ------------------------------------------------------------------------------ | ---------------------------- | ----------------- |
| Núm                                                                            | Ciclista                     | Pos               |
| 181                                                                            | Matteo Jorgenson (USA)       | 8è                |
| 182                                                                            | Jorge Arcas (ESP)            | 34è               |
| 183                                                                            | Imanol Erviti Ollo (ESP)     | 84è               |
| 184                                                                            | Johan Jacobs (SUI)           | DNF-8             |
| 185                                                                            | Sebastián Mora Vedri (ESP)   | DNF-8             |
| 186                                                                            | Gregor Mühlberger (AUT)      | 63è               |
| 187                                                                            | José Joaquín Rojas Gil (ESP) | 31è               |
| Director esportiu: José Luis Arrieta Lujambio, José Luis Jaimerena Laurnagaray |                              |                   |

| Israel Start-Up Nation ISN                               | Israel Start-Up Nation ISN     | Israel Start-Up Nation ISN |
| -------------------------------------------------------- | ------------------------------ | -------------------------- |
| Núm                                                      | Ciclista                       | Pos                        |
| 191                                                      | Krists Neilands (LAT)          | 21è                        |
| 192                                                      | Rudy Barbier (FRA)             | DNF-7                      |
| 193                                                      | Patrick Bevin (NZL)            | NP-7                       |
| 194                                                      | Matthias Brändle (AUT) (crono) | 112è                       |
| 195                                                      | André Greipel (GER)            | 122è                       |
| 196                                                      | Sep Vanmarcke (BEL)            | 52è                        |
| 197                                                      | Rick Zabel (GER)               | 105è                       |
| Director esportiu: Lionel Marie, René Andrle, Dirk Demol |                                |                            |

| Intermarché-Wanty-Gobert Matériaux IWG                      | Intermarché-Wanty-Gobert Matériaux IWG | Intermarché-Wanty-Gobert Matériaux IWG |
| ----------------------------------------------------------- | -------------------------------------- | -------------------------------------- |
| Núm                                                         | Ciclista                               | Pos                                    |
| 201                                                         | Louis Meintjes (RSA)                   | 23è                                    |
| 202                                                         | Odd Christian Eiking (NOR)             | 37è                                    |
| 203                                                         | Jonas Koch (GER)                       | 89è                                    |
| 204                                                         | Rein Taaramäe (EST)                    | 76è                                    |
| 205                                                         | Taco van der Hoorn (NED)               | 115è                                   |
| 206                                                         | Boy van Poppel (NED)                   | 126è                                   |
| 207                                                         | Danny van Poppel (NED)                 | 96è                                    |
| Director esportiu: Steven De Neef, Hilaire Van der Schueren |                                        |                                        |

| B&B Hotels p/b KTM BBK                                              | B&B Hotels p/b KTM BBK | B&B Hotels p/b KTM BBK |
| ------------------------------------------------------------------- | ---------------------- | ---------------------- |
| Núm                                                                 | Ciclista               | Pos                    |
| 211                                                                 | Bryan Coquard (FRA)    | 69è                    |
| 212                                                                 | Cyril Barthe (FRA)     | 62è                    |
| 213                                                                 | Cyril Gautier (FRA)    | 70è                    |
| 214                                                                 | Jonathan Hivert (FRA)  | 97è                    |
| 215                                                                 | Jérémy Lecroq (FRA)    | 127è                   |
| 216                                                                 | Cyril Lemoine (FRA)    | 101è                   |
| 217                                                                 | Quentin Pacher (FRA)   | 22è                    |
| Director esportiu: Jimmy Engoulvent, Yvonnick Bolgiani, Didier Rous |                        |                        |

| Alpecin-Fenix AFC                                      | Alpecin-Fenix AFC           | Alpecin-Fenix AFC |
| ------------------------------------------------------ | --------------------------- | ----------------- |
| Núm                                                    | Ciclista                    | Pos               |
| 221                                                    | Jasper Philipsen (BEL)      | NP-7              |
| 222                                                    | Dries De Bondt (BEL) (ruta) | 113è              |
| 223                                                    | Senne Leysen (BEL)          | 109è              |
| 224                                                    | Oscar Riesebeek (NED)       | 72è               |
| 225                                                    | Kristian Sbaragli (ITA)     | 40è               |
| 226                                                    | Scott Thwaites (GBR)        | 103è              |
| 227                                                    | Louis Vervaeke (BEL)        | NP-6              |
| Director esportiu: Michel Cornelisse, Frederik Willems |                             |                   |